# Код кампусу
Код кампусу — науково-фантастичний бойовик 2015 року. Режисери Кеті Скорсезе та Кеннет М. Водделл — за сценарієм Водделла і Майкла Саймона.

## Про фільм
Студентське життя, що може бути захопливішим? Вчорашні школярі, вирвавшись з-під опіки батьків, почувають себе дорослими. Спортивні змагання, клуби за інтересами, вечірки, романтичні зустрічі — тепер вони звітують лише собі.
Арі, Бекка, Ізі, Гретта, Елліотт та Арун, які нещодавно оселилися в кампусі, будь-яку подію можуть пояснити з точки зору сучасної людини й не вірять у потойбічні сили. Тим часом у студентмьеоик містечку відбувається і те, що знаходиться за межами їхнього розуміння.
Бекка стає свідком падіння хлопця з 13 поверху. Дівчина мчить на допомогу, не замислюючись, що може застати на асфальті непривабливу картину. Арі, котрий впав, виглядає цілком здоровим й адекватно реагує на те, що відбувається навколо. Ще більше вражає дівчину те, що лікар не знаходить у його стані жодних відхилень. А також зникла картотека кампусу та не працюють комп'ютери.
А коли ж на очах у численних відвідувачів бару вибухає і зникає без залишку повний сил юнак, герої розуміють — стали учасниками якоїсь заплутаної та незрозумілої з погляду здорового глузду історії. Їхнє життя тепер у небезпеці.

## Знімались
| Актор            | Роль   |
| ---------------- | ------ |
| Джек Фалагі      | Елліот |
| Ганна Годсон     | Бекка  |
| Конор Леслі      | Грета  |
| Джессі Маккартні | Арі    |
| Ритеш Раджан     | Арун   |
| Рей Ліотта       | Бармен |
| Мартін Скорсезе  | Лікар  |